# Family Feud
Pour les articles homonymes, voir Family Feud (homonymie).
Family Feud est un jeu télévisé américain dans lequel deux familles sont en compétition pour donner les réponses les plus populaires à des questions posées par sondage pour pouvoir gagner de l'argent et des lots. Le jeu est diffusé pour la première fois le 12 juillet 1976 sur ABC. Il est en diffusion du lundi au vendredi, deux épisodes de suite, de 16h00 à 16h30 et de 16h30 à 17h00, heure de l'Est, sur CBS